# Lowell Fulson
Lowell Fulson (31 de marzo de 1921-6 de marzo de 1999), también conocido como Lowell Fullsom y Lowell Fulsom, fue un compositor y guitarrista de blues, especialmente del West Coast blues, del cuyo estilo es considerado, junto con T-Bone Walker, pionero.
Nacido en Tulsa, Oklahoma, con 18 años de edad, tocó brevemente en una banda liderada por Alger "Texas" Alexander antes de trasladarse a California. Tras su servicio militar, tuvo un éxito de ventas con "Three O'Clock Blues" en 1948. En la década de 1950, lideró una banda que incluía a Ray Charles y Stanley Turrentine, y otra banda con David "Fathead" Newman.